# Den grønne Gudinde (film fra 1930)
Den grønne Gudinde (Originaltitel The Green Goddess) er en amerikansk eventyrfilm fra 1930, instrueret af Alfred E. Greeb.
Filmen var en genindspilning af en stumfilm fra 1923.
Den blev produceret af Warner Bros. ved hjælp af deres nye Vitaphone lydsystem og manuskriptet var skrevet af Julien Josephson.
Filmen havde George Arliss, Alice Joyce (i sin sidste filmrolle), Ralph Forbes og H.B. Warner i hovedrollerne.
Arliss blev nomineret til en Oscar for bedste mandlige hovedrolle.

## Eksterne Henvisninger
- Den grønne Gudinde på Internet Movie Database (engelsk)
- Den grønne Gudinde i Svensk Filmdatabas (svensk)
- Den grønne Gudinde på AlloCiné (fransk)
- Den grønne Gudinde på MovieMeter (nederlandsk)
- Den grønne Gudinde på AllMovie (engelsk)
- Den grønne Gudinde hos American Film Institute (engelsk)
- Den grønne Gudinde på Turner Classic Movies (engelsk)
- Den grønne Gudinde på The Movie Database (engelsk)
- Den grønne Gudinde på Rotten Tomatoes (engelsk)
- Den grønne Gudinde på Filmaffinity (engelsk)